# ليه بارتولوميو
ليه بارتولوميو (بالإنجليزية: Les Bartholomew)‏ هو لاعب كرة قاعدة أمريكي، ولد في 4 أبريل 1903 في ماديسون في الولايات المتحدة، وتوفي في 19 سبتمبر 1972 في بارينغتون في الولايات المتحدة.

## وصلات خارجية
- ليه بارتولوميو على موقعبيزبول رفرنس.كوم (الدوري الرئيسي) (الإنجليزية)